# Jack Bell (cầu thủ bóng đá, sinh năm 1891)
John James "Jack" Bell (sinh ngày 2 tháng 3 năm 1891) là một cầu thủ bóng đá người Anh thi đấu ở vị trí tiền đạo tầm xa.